# 1985 au Nouveau-Brunswick
Chronologie du Nouveau-Brunswick
- 1981
- 1982
- 1983
- 1984
- 1985
- 1986
- 1987
- 1988
- 1989

Cette page concerne des événements d'actualité qui se sont produits durant l'année 1985 dans la province canadienne du Nouveau-Brunswick.

## Événements
- Fondation du Musée des Papes dans le village de Grande-Anse par Edmond Landry
- 29 avril : le libéral Hubert Seamans remporte l'élection partielle de Riverview à la suite de la nomination de Brenda Robertson au sénat le 21 décembre 1984.
- 4 mai : le député de Chatham Frank McKenna est élu chef de l'association libérale face au chef intérimaire et député de Moncton-Est Joseph Raymond Frenette.
- 26 juin : le député progressiste-conservateur d'Edmundston Jean-Maurice Simard est nommé au sénat.
- 11 au 24 août : les Jeux d'été du Canada se déroulent à Saint-Jean.
- 15 novembre : le Théâtre Impérial de Saint-Jean devient un lieu historique national.

## Naissances
- 14 janvier : Shawn Sawyer, patineur artistique.
- 21 août : Mathieu Melanson, joueur de hockey sur glace.
- 30 septembre : Cédrick Desjardins, joueur de hockey sur glace.

## Décès
- 19 mars : Arthur LeBlanc, violoniste et professeur de musique.
- 2 décembre : Calixte Savoie, sénateur.